# Abbauproduktion
Bei Abbauproduktion handelt es sich um einen Elementartyp der Produktion. Für diesen Produktionstyp ist es typisch, dass die Produktion stark vom Standort abhängt und es sich bei dieser Produktion um den Abbau von Rohstoffen handelt. Beispiele für Abbauprodukte sind Braunkohle, Steinkohle, Erdöl, Erdgase und Erze.